# Weaverville (Kalifornia)
Weaverville statisztikai település az Amerikai Egyesült Államok Kalifornia államában, Trinity megyében, melynek megyeszékhelye is. Lakosainak száma 3667 fő (2020. április 1.).

## Népesség
A település népességének változása:

| 2010 | 3 600 |
| 2020 | 3 667 |